# Copa de baloncesto de Rusia
La Copa de Baloncesto de Rusia (del ruso: Кубок России) es una competición del baloncesto ruso cuya primera edición se celebró en el año 2000, celebrándose ininterrumpidamente cada año desde 2003.

## Palmarés
| Temporada | Campeón                    | Finalista                  | Sede                     | MVP                |
| --------- | -------------------------- | -------------------------- | ------------------------ | ------------------ |
| 1999-00   | Lokomotiv Rostov           | Ural Great                 | Sochi                    |                    |
| 2002-03   | UNICS Kazán                | CSKA Moscú                 | Ekaterinburg             |                    |
| 2003-04   | Ural Great                 | CSKA Moscú                 | Perm                     |                    |
| 2004-05   | CSKA Moscú                 | UNICS Kazán                | Moscú                    |                    |
| 2005-06   | CSKA Moscú                 | Khimki                     | Khimki                   | Theo Papaloukas    |
| 2006-07   | CSKA Moscú                 | UNICS Kazán                | Kazán                    | Alexey Savrasenko  |
| 2007-08   | Khimki                     | CSKA Moscú                 | Vidnoye                  | Maciej Lampe       |
| 2008-09   | UNICS Kazán                | Dynamo Moscú               | Lyubertsy                | Kresimir Loncar    |
| 2009-10   | CSKA Moscú                 | UNICS Kazán                | Moscú                    | Viktor Khryapa     |
| 2010-11   | Spartak de San Petersburgo | BC Nizhny Novgorod         | Krasnoyarsk              | Pero Antić         |
| 2011-12   | Krasnye Krylya Samara      | Spartak Primorje           | Samara                   | Brion Rush         |
| 2012-13   | Krasnye Krylya Samara      | Spartak de San Petersburgo | Vladivostok              | Aaron Miles        |
| 2013-14   | UNICS Kazán                | Lokomotiv Kuban            | Kazán                    | Andrew Goudelock   |
| 2014-15   | BC Novosibirsk             | MBC Dinamo Moscú           | Novosibirsk              | Sergey Tokarev     |
| 2015-16   | Parma Basket               | BC Zenit San Petersburgo   | Moscú                    | Alexander Vinnik   |
| 2016-17   | BC Novosibirsk             | PSK Sakhalin               | Ekaterimburgo            | Sergey Tokarev     |
| 2017-18   | PBC Lokomotiv Kuban        | BC Nizhny Novgorod         | Krasnodar                | Dmitry Kulagin     |
| 2018-19   | Parma Basket               | BC Nizhny Novgorod         | Nizhny Novgorod          | Alexander Platunov |
| 2019-20   | BC Samara                  | Temp-SUMZ-UGMK Revda       | Samara, Revda            | Vladimir Pichurkov |
| 2020-21   | Temp-SUMZ-UGMK Revda       | Vostok-65                  | Revda, Yuzhno-Sakhalinsk | Viktor Zaryazhko   |
| 2021-22   | BC Samara                  | Temp-SUMZ-UGMK Revda       | Samara, Revda            | Maxim Sheleketo    |
| 2022-23   | BC Nizhny Novgorod         | Zenit de San Petersburgo   | San Petersburgo          | Trent Frazier      |
| 2023-24   | Zenit de San Petersburgo   | BC Nizhny Novgorod         | Ekaterimburgo            | Trent Frazier      |

1. 1 2 3 4 5 6 7 8  Desde 2014 a 2022 solo se permitió competir a jugadores rusos, por lo que la mayoría de equipos de primer nivel decidieron no participar

## Victorias por club
| Equipo                        | Títulos | Años                   |
| ----------------------------- | ------- | ---------------------- |
| CSKA Moscú                    | 4       | 2005, 2006, 2007, 2010 |
| UNICS Kazán                   | 3       | 2003, 2009, 2014       |
| BC Samara                     | 2       | 2020, 2022             |
| Krasnye Krylya Samara         | 2       | 2012, 2013             |
| BC Novosibirsk                | 2       | 2015, 2017             |
| PBC Lokomotiv Kuban           | 2       | 2000, 2018             |
| Parma Basket                  | 2       | 2016, 2019             |
| Temp-SUMZ-UGMK Revda          | 1       | 2021                   |
| Khimki                        | 1       | 2008                   |
| BC Spartak de San Petersburgo | 1       | 2011                   |
| Ural Great                    | 1       | 2004                   |
| BC Nizhny Novgorod            | 1       | 2023                   |
| Zenit de San Petersburgo      | 1       | 2024                   |